# Лемберг (Палатинат)
Лемберг (њем. Lemberg) општина је у њемачкој савезној држави Рајна-Палатинат. Једно је од 84 општинска средишта округа Југозападни Палатинат. Према процјени из 2010. у општини је живјело 4.073 становника. Посједује регионалну шифру (AGS) 7340028.

## Географски и демографски подаци
Лемберг се налази у савезној држави Рајна-Палатинат у округу Југозападни Палатинат. Општина се налази на надморској висини од 340 метара. Површина општине износи 58,2 km². У самом мјесту је, према процјени из 2010. године, живјело 4.073 становника. Просјечна густина становништва износи 70 становника/km².

## Међународна сарадња
| Мјесто | Држава    | Врста сарадње | Од    |
| ------ | --------- | ------------- | ----- |
|        | Француска | партнерство   | 1961. |
| Извор  |           |               |       |